# Paolo Gucci
Paolo Gucci (29. März 1931 – 10. Oktober 1995) war ein italienischer Geschäftsmann und Modedesigner. Er war der ehemalige Chefdesigner und Vizepräsident von Gucci. Ihm wird die Mitgestaltung des berühmten Doppel-G-Logos von Gucci zugeschrieben.

## Frühes Leben und Karriere
Paolo Gucci wurde am 29. März 1931 in Florenz als Sohn von Olwen Price und Aldo Gucci, dem Sohn des Gucci-Gründers Guccio Gucci, geboren. In den späten 1960er Jahren war er der Chefdesigner von Gucci. Im Jahr 1978 ernannte ihn sein Vater zum Vizepräsidenten von Gucci.
Im Jahr 1980 gründete Paolo sein eigenes Unternehmen unter dem Namen Gucci, ohne seinen Vater oder seinen Onkel Rodolfo zu informieren. Nachdem sie das herausfanden, entließen sie ihn im September 1980 bei Gucci. Außerdem verklagte ihn sein Vater Aldo und drohte damit, alle Gucci-Lieferanten, die mit Paolo zusammenarbeiteten, auszuschließen.
Im Gegenzug sorgte Paolo  mit Hilfe seines Cousins Maurizio Gucci, der kurz zuvor Mehrheitsaktionär geworden war, 1984 dafür, dass sein Vater Aldo aus dem Unternehmen entfernt wurde. Außerdem gab Paolo dem Finanzamt einen Hinweis auf die Steuerhinterziehung seines Vaters. Im Jahr 1986 wurde Aldo wegen Steuerhinterziehung zu einem Jahr und einem Tag Gefängnis verurteilt. 1987 verkaufte Paolo alle seine Anteile an Gucci für 42,5 Millionen Dollar an Investcorp. 1993 musste er Konkurs anmelden.

## Persönliches Leben
1952 heiratete Paolo Gucci Yvonne Moschetto und bekam mit ihr zwei Töchter, Elisabetta und Patrizia. Die Ehe ging in die Brüche und 1977 heiratete er die Britin Jenny Garwood, mit der er eine Tochter, Gemma Gucci, hatte. Im Jahr 1990 trennte er sich von seiner zweiten Frau, nachdem er eine Affäre mit der 19-jährigen Penny Armstrong hatte. Mit ihr hatte er zwei außereheliche Kinder, Alyssa und Gabriele. Im Jahr 1994 verbrachte er fünf Wochen im Gefängnis, weil er seiner zweiten Frau Jenny Garwood und der gemeinsamen Tochter keinen Unterhalt und keinen Kindesunterhalt gezahlt hatte. Paolo Gucci starb am 10. Oktober 1995 in London im Alter von 64 Jahren an einer chronischen Hepatitis während des laufenden Scheidungsverfahrens.

## Wappen

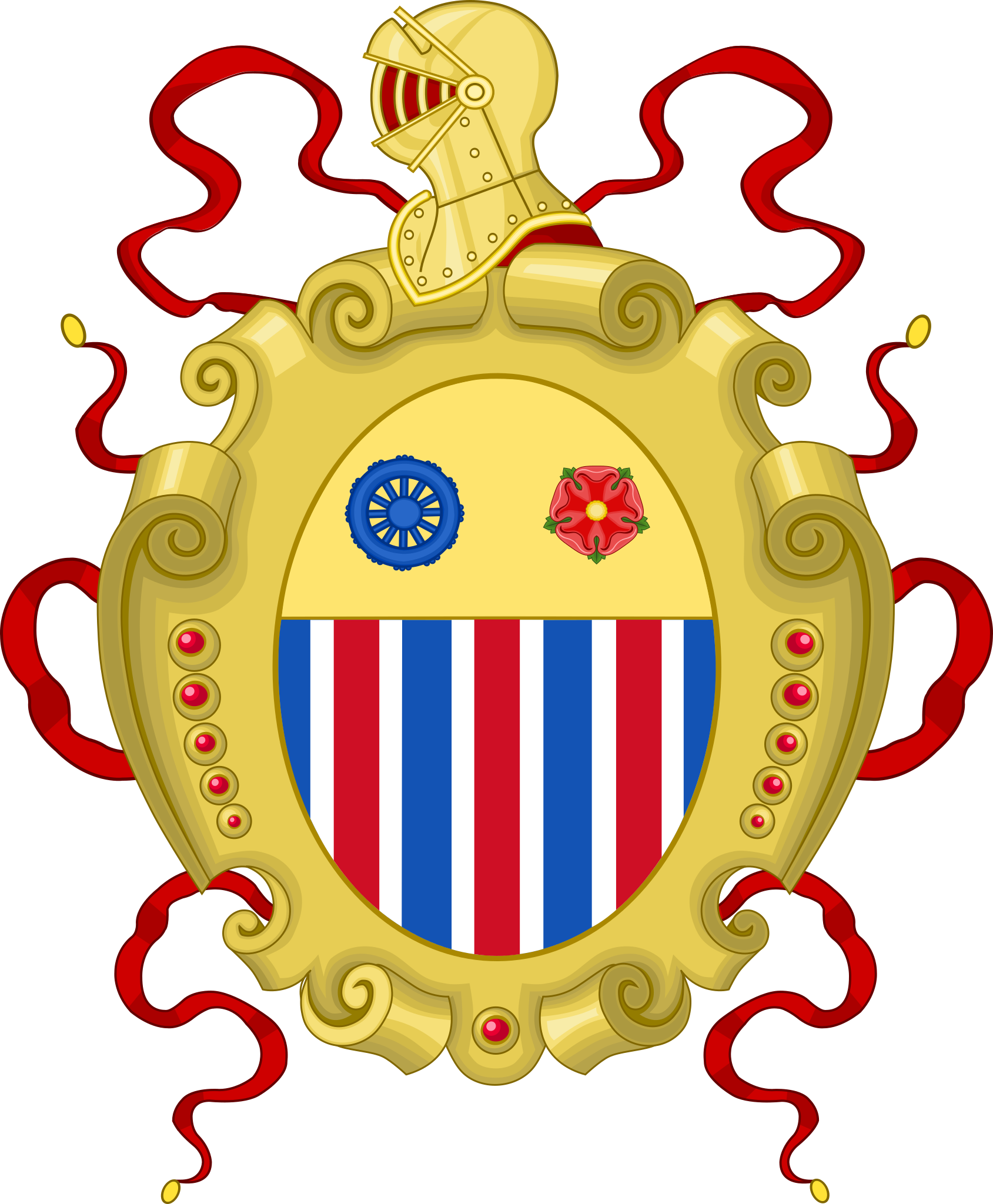
Das Gucci-Wappen

Guccio Gucci; sein ältester lebender leiblicher Sohn, Aldo Gucci; und Aldo Guccis Söhne – Giorgio Gucci, Paolo Gucci und Roberto Gucci – sowie sein Enkel Uberto Gucci beanspruchten das Recht, ein geerbtes, angestammtes Wappen zu verwenden, nachdem das Königreich Italien, das vom Haus Savoyen regiert wurde, 1946 in die Italienische Republik überging.
Das in den Archiven von Florenz aufgezeichnete Wappen lautet wie folgt: „In Blau drei rote Pfähle, die mit Silber umrandet sind; ein Kopf aus Gold, rechts ein blaues Rad und links eine rote Rose.“ ("D'azzurro, a tre pali di rosso bordati d'argento; e al capo d'oro caricato a destra di una ruota d'azzurro, e a sinistra di una rosa di rosso.")
Übersetzung: "Familie von San Miniato; Giacinto Gucci und seine Brüder wurden 1763 in den Adelsstand von San Miniato aufgenommen (bei dieser Gelegenheit wird erklärt, dass die Familie 1224 aus Cremona kam); Giuseppe di Gaetano Gucci hingegen wurde 1839 in den Adelsstand von Fiesole aufgenommen. Francesco di Benedetto Gucci erhielt das florentinische Bürgerrecht im Jahr 1601 für das Banner des Goldenen Löwen; Giovanni Battista von Giovan Piero Gucci erhielt es 1634 für das Banner der Scala.
Gerichtsdokumente, Aufzeichnungen und spätere Urteile deuten darauf hin, dass die Familie Gucci das Wappen 1955 als Marke anmeldete und die Marke 1993 mit dem Verkauf des Unternehmens Gucci durch Maurizio Gucci an Investcorp und die nachfolgenden Unternehmenseigentümer überging. Uberto Gucci (geb. 1960), der Sohn von Roberto Gucci, der Neffe von Paolo Gucci und der Enkel von Aldo Gucci, bestreitet jedoch, dass die Familie Gucci immer noch das Recht hat, das Gucci-Wappen zu verwenden.

## In der Populärkultur
In dem Film House of Gucci (2021) wird Paolo Gucci von dem amerikanischen Schauspieler Jared Leto gespielt. Im April 2021 kritisierte Paolos Tochter Patrizia Gucci Letos Darstellung (ungepflegtes Haar, lila Anzug) ihres Vaters in dem Film und erklärte, sie fühle sich „immer noch beleidigt“. Trotzdem wurde Letos Darstellung von den Filmkritikern gelobt und brachte ihm Nominierungen für einen Critics' Choice Movie Award und einen Satellite Award ein, beide für den besten Nebendarsteller.